# Інділіма
Інділіма (*д/н — бл. 1600 до н. е.) — останній мекі (цар) Ебли часів Третього царства.

## Життєпис
Походив, імовірно, з Аморейської династії Ебли. Про попередників відсутні відомості. Посів трон десь наприкінці XVII ст. до н. е. На знайденій циліндричній печатці згадується сам Інділіма та його син спадкоємець Маратеварі.
У цей час період Ебла перебувала під політичним і культурним впливом Ямхаду. Про це свідчать знайдені артефакти, що є відображенням ямхадського мистецтва. Водночас зберігаються торгівельні відносини з Єгиптом. Так, на печатці Маратеварі зображений під час отримання життя у вигляді давньоєгипетського символу анкха божествами ямхадитів Хадад і Гепат.
Вважається, що Інділіма брав участь у війні з хетами як васал Ямхаду. Внаслідок потужного вторгнення царя Мурсілі I Ямхад і Ебла зазнали поразки. У цій боротьбі, напевне, загинув еблаїтський цар та його син, саме місто-державу зруйновано. Внаслідок цього припинило існування Третє царство Ебли.